# Luny Unold
Luny Unold (Bazel, 30 juni 1920) was een Zwitserse kunstschaatsster. Zij nam deel aan de Olympische Winterspelen van 1948.

## Belangrijkste resultaten

### Olympische Winterspelen
| Jaar | Plaats       | Discipline     | Onderdeel | Resultaat             |
| ---- | ------------ | -------------- | --------- | --------------------- |
| 1948 | Sankt Moritz | kunstschaatsen | paren     | 12e (met Hans Kuster) |

### Wereldkampioenschappen
| Jaar | Plaats | Onderdeel | Resultaat             |
| ---- | ------ | --------- | --------------------- |
| 1948 | Davos  | paren     | 10e (met Hans Kuster) |

### Europese kampioenschappen
| Jaar | Plaats | Onderdeel | Resultaat            |
| ---- | ------ | --------- | -------------------- |
| 1947 | Davos  | paren     | 7e (met Hans Kuster) |